# Savin Chem
Savin Chem, född 11 november 1943, är en friidrottare från Kambodja. Han deltog vid olympiska sommarspelen 1972.